# Walkaway
Walkaway is een plaats in de regio Mid West in West-Australië.

## Geschiedenis
Ten tijde van de Europese kolonisatie leefden de Amangu Nyungah Aborigines in de streek.
George Grey trok in 1839 door de streek nadat zijn schepen vergaan waren en hij en zijn expeditieleden te voet over land hun weg naar Perth terug zochten. In 1848 verkende Augustus Charles Gregory de streek. Beiden beschouwden de streek geschikt voor landbouw en veeteelt. Geraldton ontwikkelde als haven nadat in 1849 een loodmijn opende nabij Northampton. De haven diende ook de pastorale en landbouwindustrie tot nut die zich rondom Geraldton ontwikkelde. Walkaway was de naam voor een gebied in het zuidelijk deel van de 'Greenough Flats'. George Shenton nam er een pastorale lease op in 1852. Walkaway was afgeleid van de naam die de plaatselijke Aborigines aan het gebied gaven: 'Wagawa'.
In 1879 werd een spoorweg, de 'Northern Railway', tussen Geraldton en de meer noordelijk gelegen mijnen geopend. In 1881 werd de spoorweg tussen Fremantle en Guildford geopend. In 1885 werd deze spoorweg verlengd tot York.
West-Australië produceerde in de jaren 1880 niet genoeg graan. Het diende graan uit de oostelijke staten in te voeren. De overheid wilde meer mensen aanzetten om graan te telen. Ze diende daarvoor gebieden, waar graan kon geteeld worden, te ontsluiten door er spoorwegen aan te leggen. De financiële middelen daartoe waren echter ontoereikend. De 'West Australian Midland Land and Railway Syndicate' werd daarom gevraagd de spoorwegsectie tussen Guildford en Walkaway aan te leggen in ruil voor belendende gronden. De sectie zou deel uitmaken van de spoorweg tussen Perth en Geraldton. Edward Keane legde de sectie tussen Guildford en Walkaway aan. De sectie van Walkaway naar Geraldton legde de overheid zelf aan omdat de grond erlangs reeds in gebruik was. In Walkaway werd een spoorwegstation gebouwd. Op 9 juni 1887 opende de spoorweg tussen Geraldton en Walkaway.
In 1892 werd goud gevonden nabij de rivier de Murchison. Er werd een spoorweg vanuit Walkaway naar de goudvelden aangelegd. Zowel de spoorweg naar de goudvelden als de spoorweg vanuit Guildford, de 'Midland Railway', werden in 1894 officieel geopend. In Walkaway leefde vooral spoorwegpersoneel. In 1899 werd er een postkantoor geopend. De gemeenschapszaal, de 'Walkaway Public Hall', opende in 1902. Het 'Walkaway Hotel' werd in 1907 gebouwd.
In 1966 nam de Western Australian Government Railways de 'Midland Railway' over en sloot het spoorwegstation van Walkaway. De Walkaway-afdeling van de 'Geraldton Historical Society' maakte er in 1972 een streekmuseum van. In 1996 nam de Shire of Greenough het over. Het maakte er in 1999 het 'Walkaway Railway Station Museum' van.

## 21e eeuw
Walkaway maakt deel uit van het lokale bestuursgebied (LGA) City of Greater Geraldton.
In 2004 werd begonnen met de bouw van een windmolenpark nabij Walkaway. Het produceert elektriciteit sinds januari 2006. Het windmolenpark bestaat uit 54 windmolens die 89,1 MW leveren en is verbonden met Geraldton. Er zijn nog twee bijkomende windmolenparken gepland.
In 2021 telde Walkaway 222 inwoners, tegenover 262 in 2006.

## Toerisme
- Het Walkaway Station Museum is een spoorwegmuseum.[8]
- Ellendale Pool is een waterpoel in de rivier de Greenough waar rondom gewandeld, gebarbecued en gekampeerd wordt.[9]

## Transport
Walkaway ligt 398 kilometer ten noorden van Perth, 37 kilometer ten zuidoosten van Geraldton en 11 kilometer ten oosten van Greenough, langs het goederenspoorwegnetwerk van Arc Infrastructure. Er is een onderhoudsdepot gevestigd. Er rijden geen reizigerstreinen.

## Galerij

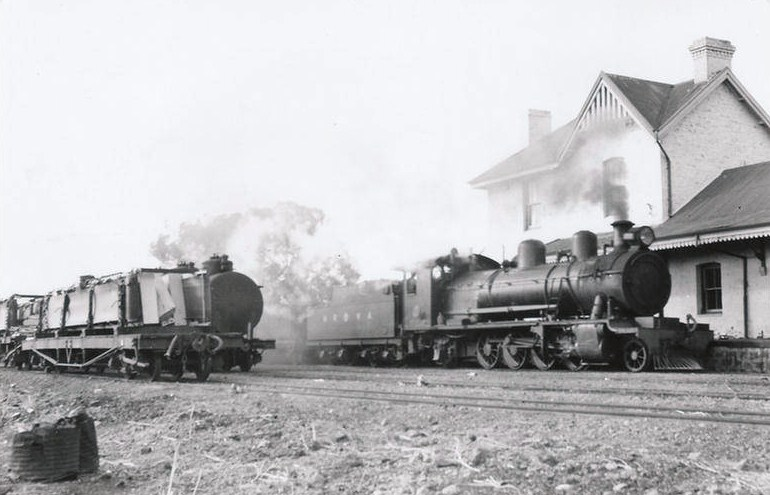
spoorwegstation in 1947
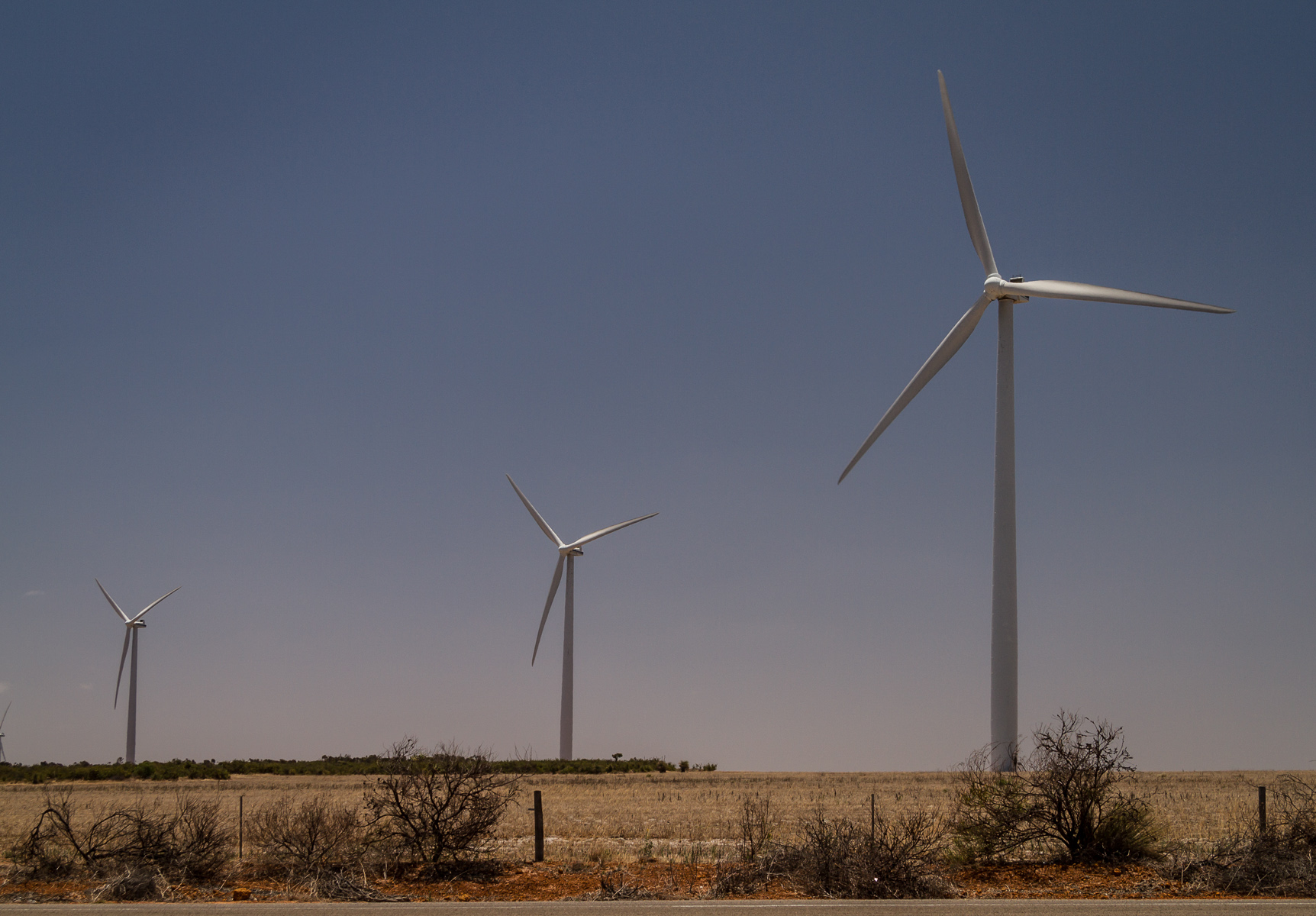
windmolenpark
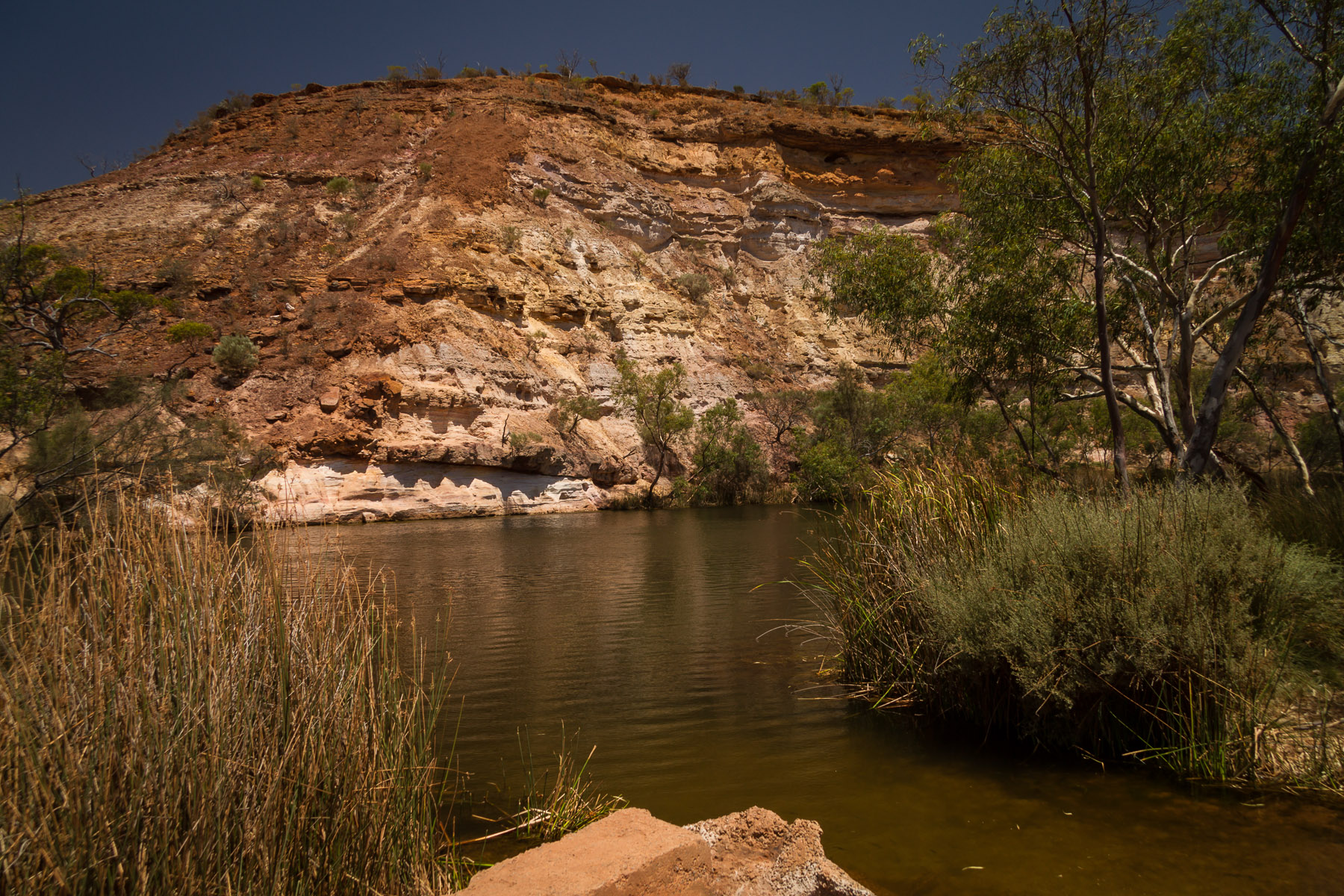
'Ellendale Pool'
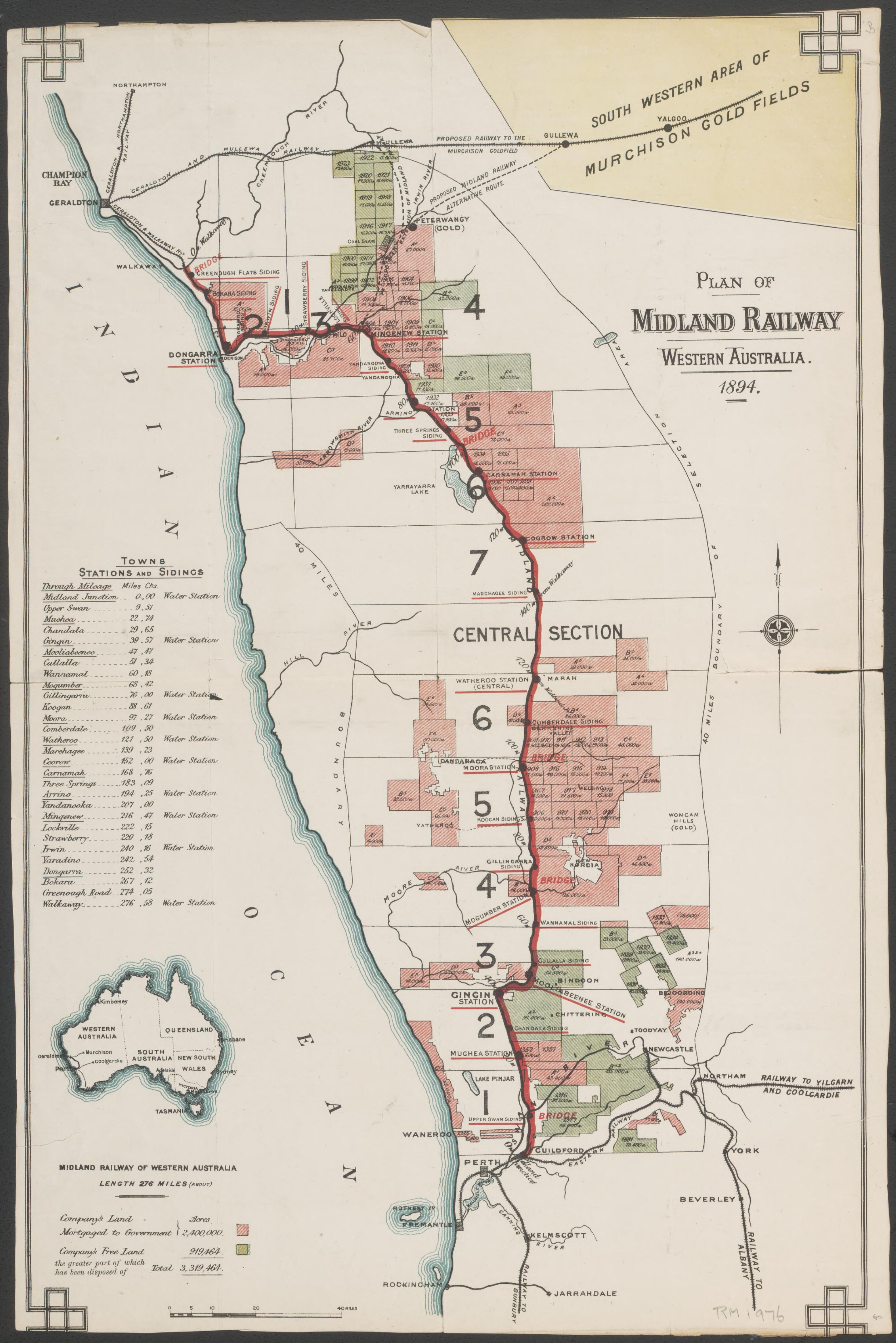
'Midland Railway' in 1894

Abbotts · Ajana · Alma · Arrino · Arrowsmith · Austin · Big Bell · Binnu · Boogardie · Bowgada · Bunjil · Canna · Cape Burney · Carnamah · Caron · Coorow · Cuddingwarra · Cue · Day Dawn · Dongara · Drummond Cove · East Bowes · Eneabba · Eradu · Gabanintha · Geraldton · Green Head · Greenough · Gunyidi · Gutha · Horseshoe · Horrocks · Howatharra · Isseka · Kalbarri · Karalundi · Kojarena · Koolanooka · Kumarina · Latham · Leeman · Lennonville · Lynton · Mainland · Marchagee · Maya · Meekatharra · Merkanooka · Mingenew · Minnenooka · Moonyoonooka · Morawa · Mount Erin · Mount Magnet · Mullewa · Nabawa · Nangetty · Nannine · Nanson · Naraling · Narngulu · Narra Tarra · Northampton · Oakajee · Ogilvie · Paynes Find · Peak Hill · Paynesville · Perenjori · Pindar · Pintharuka · Porlell · Port Denison · Port Gregory · Protheroe · Reedy · Rothsay · Sandstone · Tardun · Tenindewa · Three Springs · Tuckanarra · Waggrakine · Walkaway · Warriedar · Whelarra · Wicherina · Wiluna · Winchester · Yalgoo · Yandanooka · Youanmi · Yoweragabbie · Yuna